# VfB Stuttgart
A VfB Stuttgart, (hivatalosan Verein für Bewegungsspiele Stuttgart 1893 e. V.), egy sportegyesület Stuttgartban, Bad Canstatt kerületben. A futballcsapat a hazai meccseit a MHPArenában vívja meg. A Vfb 47 000 tagjával egyike a legnagyobb sportegyesületeknek Németországban és a legnagyobb Baden-Würtembergben. Leginkább a futballal foglalkozó részlegéről híres, aminek első csapata a 2016-os kiesésig csupán három alkalommal nem szerepelt a Bundesligában. Háromszoros bajnok (1984, 1992, 2007), illetve a Bundesliga bevezetése előttről is van két bajnoki címe (1950, 1952). Emellett háromszor elhódították a DFB-Pokal, a német kupa serlegét (1954, 1958, 1997). A Bundesliga örökös tabelláján az ötödik helyet foglalják el. A 2018–19-es szezonban az osztályozó mérkőzést elveszítette, és így ismét kiesett az első osztályból.
Továbbá fenntart a VfB egy részleget az amatőrsportnak. Könnyűatlétikai részleg számos címet és érmet nyert. A Hockey-szakosztály a második legnagyobb az egyesületen belül. Röplabdában többszörös német bajnokok szenior kategóriában. Ezeken felül létezik még asztalitenisz és játékvezetői részleg is. 

## Sikerlista

### Nemzeti szinten
- Bundesliga: 5
  - 1950, 1952, 1983–84, 1991–92, 2006–07
- Bundesliga 2: 2
  - 1976–77, 2016–17
- Német (DFB) Kupa: 4
  - 1953–54, 1957–58, 1996–97, 2024–25
- Német (DFB/DFL) Szuperkupa: 1
  - 1992

### Nemzetközi
- Intertotó-kupa: 3
  - 2000, 2002, 2008
- Kupagyőztesek Európa Kupája (KEK): ezüstérmes (1)
  - 1997–98
- UEFA-kupa: ezüstérmes (1)
  - 1998–99
- UEFA-kupa: elődöntős (2)
  - 1974, 1980

## 2006-2007-es szezon
A VfB Stuttgart nyerte a Bundesligát 2007-ben, miután a 34., utolsó fordulóban 2-1-re legyőzte a vendég Energie Cottbust, így az FC Schalke 04-et előzték meg, a Werder Bremen, és a Bayern München előtt.

## Stadion
A VfB Stuttgart székhelye, a MHPArena, melyet 1933-ban építettek, és a 2006-os Németország által rendezett labdarúgó világbajnokságra újítottak fel. A stadion 58 000 férőhelyes jelenleg.

## Jelenlegi keret
2025. február 3-i állapotnak megfelelően.
| #  |     | Poszt | Név                                                |
| -- | --- | ----- | -------------------------------------------------- |
| 1  | GER | K     | Fabian Bredlow                                     |
| 2  | BEL | V     | Ameen Al-Dakhil                                    |
| 3  | NED | V     | Ramon Hendriks                                     |
| 4  | GER | V     | Josha Vagnoman                                     |
| 5  | GER | KP    | Yannik Keitel                                      |
| 6  | GER | KP    | Angelo Stiller                                     |
| 7  | GER | V     | Maximilian Mittelstädt                             |
| 8  | FRA | KP    | Enzo Millot                                        |
| 9  | BIH | CS    | Ermedin Demirović                                  |
| 10 | MLI | CS    | El Bilal Touré (kölcsönben az Atalanta csapatától) |
| 11 | GER | CS    | Nick Woltemade                                     |
| 14 | SUI | V     | Luca Jaquez                                        |
| 15 | GER | V     | Pascal Stenzel                                     |
| 16 | TUR | KP    | Atakan Karazor ()                                  |
| 17 | GER | CS    | Justin Diehl                                       |
| 18 | GER | CS    | Jamie Leweling                                     |
| 19 | DEN | CS    | Wahid Faghir                                       |

| #  |     | Poszt | Név                                                    |
| -- | --- | ----- | ------------------------------------------------------ |
| 20 | SUI | V     | Leonidas Stergiou                                      |
| 21 | GER | K     | Stefan Drljača                                         |
| 22 | GER | CS    | Thomas Kastanaras                                      |
| 23 | FRA | V     | Dan-Axel Zagadou                                       |
| 24 | GER | V     | Jeff Chabot                                            |
| 25 | DEN | CS    | Jacob Bruun Larsen                                     |
| 26 | GER | CS    | Deniz Undav                                            |
| 27 | GER | KP    | Chris Führich                                          |
| 28 | DEN | KP    | Nikolas Nartey                                         |
| 29 | GER | V     | Finn Jeltsch                                           |
| 32 | SUI | KP    | Fabian Rieder (kölcsönben Rennes csapatától)           |
| 33 | GER | K     | Alexander Nübel (kölcsönben Bayern München csapatától) |
| 36 | GER | KP    | Laurin Ulrich                                          |
| 40 | GER | CS    | Luca Raimund                                           |
| 41 | GER | K     | Dennis Seimen                                          |
| 45 | JPN | V     | Anrie Chase                                            |
| 53 | NED | CS    | Mohamed Sankoh                                         |